# القوات الخاصة (فلم 2003)
القوات الخاصة (بالإنجليزية: Special Forces)هو فيلم حرب أمريكي من إخراج اسحاق فلورونتين صدر سنة 2003. الفيلم من بطولة مارشال آر تيج وتيم أبيل وداني لي كلارك

## القصة
في أعقاب الحرب في البوسنة، تولى الجنرال السابق في الجيش البوسني حسيب رافينديك (إيلي دانكر)، الذي أدين بارتكاب جرائم حرب، قيادة جيش جمهورية مولدوفا الاشتراكية السوفيتية
السابقة.
في معسكر إرهابي تابع لحزب الله، يتم احتجاز جندي أمريكي كرهائن قرر المحقق إخافته بمسدس.  في غضون ذلك، يتسلل فريق من القوات الخاصة النخبة إلى المعسكر لإنقاذه، في نهاية المطاف، تم رصدهم، وأجبروا على اطلاق النار على الإرهابيين.  ينقذ الفريق الجندي ويهرب في قارب عائدين إلى منطقة صديقة، والتي تليها مهمة أخرى تتمثل في إنقاذ صحفي أمريكي، يركز الفيلم بشكل أساسي على مهمة الإنقاذ المستحيلة.

## الممثلون
- مارشال ر.تيج بدور الرائد دون هاردينج
- تيم أبيل مثل جيس
- داني لي كلارك في دور بير
- تروي ميتلايدر في دور وايت
- دانييلا دويتشر في دور ويندي تيلر
- ت.  روتولو مثل رييس
- ايلي دنكر بدور حسيب رافندك
- سكوت أدكنز في دور تالبوت
- فلاديسلافاس جاكوكيفيسيوس بدور زمان
- مايكل سعد رئيس هرنكوف
- ريمانتي فاليكواياتي بدور سايرا
- أندريوس زيبراوسكاس في دور البيروقراطي
- سيزاريس جراوزيني بدور الجندي مولدان
- هنريكاس سافيكاس في دور فاسيلي ناجاييف
- جيف باريش كقيادة إقليمية خاصة
- ادوماس غوتسيموناس بدور الولد الصغير

## روابط خارجية
Special forces على IMDb